# Anthopterus oliganthus
Anthopterus oliganthus är en ljungväxtart som beskrevs av A. C. Smith. Anthopterus oliganthus ingår i släktet Anthopterus och familjen ljungväxter. Inga underarter finns listade i Catalogue of Life.